# Collins John
Collins John (Zwedru, Liberia, 7 de octubre de 1985) es un futbolista liberiano-neerlandés. Juega de delantero y actualmente juega en el Pittsburgh Riverhounds de la USL Professional Division.

## Biografía
Nació en Liberia, pero su familia emigró a los Países Bajos tras la muerte de su padre, durante la guerra civil de Liberia. Por ello, se nacionalizó neerlandés y formó parte de la Selección de fútbol de los Países Bajos en el campeonato sub-21 de la UEFA.

## Selección nacional

### Participaciones en Copas del Mundo
| Mundial                                | Sede         | Resultado        |
| -------------------------------------- | ------------ | ---------------- |
| Copa Mundial de Fútbol Juvenil de 2005 | Países Bajos | Cuartos de final |

## Clubes
| Club                   | País           | Año       |
| ---------------------- | -------------- | --------- |
| Twente                 | Países Bajos   | 2002-2004 |
| Fulham                 | Inglaterra     | 2004-2007 |
| Leicester City         | Inglaterra     | 2007-2008 |
| Watford                | Inglaterra     | 2008      |
| NEC Nijmegen           | Países Bajos   | 2008-2009 |
| Roeselare              | Bélgica        | 2009-2010 |
| Chicago Fire           | Estados Unidos | 2010-2011 |
| Gabala                 | Azerbaiyán     | 2011      |
| Mes Sarcheshmeh        | Irán           | 2011-2012 |
| Barnet                 | Inglaterra     | 2012-2013 |
| Piast Gliwice          | Polonia        | 2013      |
| Piast II Gliwice       | Polonia        | 2013      |
| Pittsburgh Riverhounds | Estados Unidos | 2014-     |

- Datos: Q703648